# Karwice, Hạt Drawsko
Karwice [karˈvit͡sɛ] (tiếng Đức: Karwitz) là một ấp trong khu hành chính của Gmina Drawsko Pomorskie, thuộc quận Drawsko, West Pomeranian Voivodeship, ở phía tây bắc Ba Lan. Nó nằm khoảng 10 kilômét (6 mi) về phía đông nam của Drawsko Pomorskie và 86 km (53 mi) về phía đông của thủ đô khu vực Szczecin.
Trước năm 1945, khu vực này là một phần của Đức. Đối với lịch sử của khu vực, xem Lịch sử của Pomerania.
Các thôn có dân số khoảng 20 người.